# Shimonita
Shimonita (下仁田町 Shimonita-machi?) es un pueblo en la prefectura de Gunma, Japón, localizado en la parte central de la isla de Honshū, en la región de Kantō. El 1 de marzo de 2021 tenía una población estimada de 6338 habitantes y una densidad de población de 34 personas por km².

## Geografía
Shimonita se encuentra al suroeste de la prefectura de Gunma y limita con la prefectura de Nagano al oeste. Parte de la ciudad se encuentra dentro de los límites del parque cuasi nacional Myōgi-Arafune-Saku Kōgen. Aproximadamente el 84% del área total del pueblo está cubierta por bosques. Limita con las ciudades de Fujioka, Tomioka y Annaka, los pueblos de Kanna y Kanra y la villa de Nanmoku, así como con Saku y Karuizawa en la prefectura de Nagano.

## Historia
Durante el período Edo, el área de la Shimonita actual era en gran parte parte del territorio tenryō controlado directamente por el shogunato Tokugawa dentro de la provincia de Kōzuke. El pueblo moderno de Shimonita se creó en el distrito de Kitakanra el 1 de abril de 1889. En 1950, el distrito de Kitakanra pasó a llamarse Kanra. Shimonita se anexionó las villas vecinas de Osaka, Saimoku, Aokura y Mayama el 10 de marzo de 1955.

## Demografía
Según los datos del censo japonés, la población de Shimonita ha disminuido constantemente en los últimos 70 años.
| Gráfica de evolución demográfica de Shimonita entre 1940 y 2015 |
|                                                                 |
| Oficina de Estadística de Japón                                 |